# Kuzguncuk
Kuzguncuk ist ein Bezirk des Stadtteils Üsküdar auf der asiatischen Seite von Istanbul.
Kuzguncuk grenzt im Norden an Beylerbeyi, im Osten an Burhaniye, im Süden an İcadiye und Sultantepe und im Westen an den Bosporus. Auf der anderen Seite des Bosporus liegt Beşiktaş. Die Autobahn Otoyol 1 trennt die Nachbarschaft von Burhaniye.

## Geschichte
Das Wort Kuzguncuk bedeutet auf Türkisch "kleiner Rabe" oder "vergittertes Fenster einer Gefängnistür". Der Name soll von einer heiligen Person namens Kuzgun Baba stammen, die während der Zeit von Sultan Mehmed II in der Gegend lebte. Während der byzantinischen Zeit wurde dieses Gebiet möglicherweise Khrysokeramos (Hrisokeramos) genannt, was "goldener Ziegel" bedeutet, wegen einer Kirche mit einem vergoldeten Dach. Um 553 ließ Narses hier eine Kirche bauen, die der Jungfrau Maria gewidmet war. Juden, die aus Spanien und Portugal vertrieben wurden, begannen sich Ende des 15. Jahrhunderts im Osmanischen Reich niederzulassen. Als freiwillige Einwanderer hatten sie mehr Freiheit in Bezug auf ihren Wohnort, und viele verließen die traditionellen jüdischen Viertel Istanbuls wie Balat, um in Dörfer am Bosporus wie Kuzguncuk zu ziehen. Der früheste Beweis für jüdische Präsenz in der Nachbarschaft ist ein Grabstein aus dem Jahr 1562. Die Armenier ließen sich im 18. Jahrhundert in Kuzguncuk nieder und waren im 19. Jahrhundert zu einer beträchtlichen Gruppe geworden. Aus osmanischen Aufzeichnungen geht hervor, dass 1834 beantragt wurde, dass ihre nächtlichen Gottesdienste ohne Einmischung fortgesetzt werden dürfen. Im Jahr 1835 wurde ihre erste Kirche gebaut. Nach der Gründung Israels ging der jüdische Bevölkerungsanteil, der einst in Kuzguncuk beträchtlich war, rapide zurück. Die meisten neuen Bewohner von Kuzguncuk kamen aus der Schwarzmeerregion. Am Ende des 20. Jahrhunderts stammten 15 % der Bewohner aus İnebolu, 15 % aus Rize, 10 % aus Trabzon, 10 % aus Tokat, 10 % aus Kars und 10 % aus Sivas.

## Religiöse Stätten
Derzeit gibt es in Kuzguncuk zwei Synagogen: die Beit-Yaakov-Synagoge (erbaut 1878) und die Beit-Nissim-Synagoge (erbaut in den 1840er Jahren). Der jüdische Friedhof Nakkaştepe befindet sich ebenfalls in Kuzguncuk. Zu den Kirchen von Kuzguncuk gehören die armenische Kirche Surp Krikor Lusavoriç (Heiliger Gregor der Erleuchter) (erstmals 1835 erbaut, 1861 wieder aufgebaut), die griechisch-orthodoxe Kirche Ayios Yeorgios (Sankt Georg), die griechisch-orthodoxe Kirche Agios Panteleimon (Sankt Pantaleon), und Agios Ioannis (Saint John), ein griechisch-Orthodoxes Heiligtum (ein Ayazma oder eine heilige Quelle). Bis 1952, als die Kuzguncuk-Moschee im Hof der armenischen Kirche errichtet wurde (mit Spenden der armenischen Gemeinde), gab es im Zentrum des Viertels keine Moschee. Die Üryanizade-Moschee am Ufer am nördlichen Rand des Viertels wurde 1860 als Mescit (kleine Moschee) erbaut.

## Persönlichkeiten
- Hülya Koçyiğit (* 1947), Schauspielerin
- Can Yücel (1926–1999), Lyriker[10]
- Uğur Yücel (* 1957), Schauspieler, Kabarettist, Filmproduzent und Filmregisseur.